# Vellozia gurkenii
Vellozia gurkenii är en enhjärtbladig växtart som beskrevs av Lyman Bradford Smith. Vellozia gurkenii ingår i släktet Vellozia och familjen Velloziaceae. Inga underarter finns listade.